# Quadrophenia (album)
Pour les articles homonymes, voir Quadrophenia.
Albums de The Who
Who's Next
(1971) The Who by Numbers
(1975)
Singles
1. 5:15
Sortie : 5 octobre 1973
2. Love, Reign o'er Me
Sortie : 27 octobre 1973
3. The Real Me
Sortie : 14 janvier 1974

Quadrophenia est le sixième album studio du groupe britannique The Who, sorti le 19 octobre 1973 sur le label Track Records (UK). Il est le second des opéras-rock du groupe, après Tommy, sorti quatre ans plus tôt (1969). Entièrement composé par Pete Townshend, Quadrophenia a été produit par les Who avec l'aide de Kit Lambert. Il se classe 2e au Royaume-Uni (la première place était occupée par Pin Ups de David Bowie) et aux États-Unis (où le numéro 1 était Goodbye Yellow Brick Road d'Elton John). 
Ce double album raconte l'histoire d'un jeune mod nommé Jimmy. Tout au long de l'album, Jimmy parle de ses problèmes avec sa famille, ses amis et surtout de la difficulté à se trouver soi-même. L'action se déroule dans les années 1960, lors des émeutes entre bandes rivales (mods contre rockers).
L'album est marqué par une grande utilisation des synthétiseurs et une utilisation très importante des cuivres joués par John Entwistle, habituellement bassiste.
Un film, Quadrophenia, tiré de cet album et réalisé par Franc Roddam sort en 1979.
L'album a été présent dans les charts britanniques durant quarante semaines et est devenu disque d'or le 29 octobre 1973. Il atteint la 2e place en novembre 1973 tandis que le single 5:15 monte à la 20e place en octobre de la même année.

## Genèse et enregistrement
L'idée de Quadrophenia est venue aux alentours de mai 1972, lors des sessions entreprises par les Who pour créer le successeur de Who's Next. Pete Townshend voulait créer un mini-opéra appelé Rock Is Dead-Long Live Rock, qui aurait pour but d'incarner les quatre personnalités du groupe (à noter que la chanson Long Live Rock provient de ce projet disparu). Mais Townshend changea de direction, pour définir une histoire avec un personnage principal se rapprochant de celui de Tommy, mais qui personnaliserait également les quatre membres du groupe.
On peut également interpréter Quadrophenia comme une réponse à l'échec cuisant du projet Lifehouse. Au lieu de créer un scénario qui ne serait jamais réalisé, Townshend a voulu faire une bande originale qui ne serait jamais associée à un film (ce qui, en fait, ne fut pas le cas, voir cet article).
Townshend a énormément composé pour cet album. Daltrey a dit que les quatre-vingt minutes de l'album provenaient d'environ quinze heures de musique. Le guitariste parle de cinquante chansons. L'album a été entièrement composé par lui ; John Entwistle se concentra sur les arrangements.
L'album a été enregistré aux studios Thessally Road à Battersea. Le mixage a eu lieu aux studios Eel Pie, chez Pete Townshend. Dès le départ, Townshend tenta d'utiliser la quadriphonie d'un point de vue créatif. Mais le mixage fut très difficile et les membres du groupe, surtout Roger Daltrey, exprimèrent leur mécontentement à propos du résultat final. Cette querelle persista jusqu'à la remastérisation de 1996.

## Histoire
Le récit couvre deux jours de la vie d'un dénommé Jimmy, un membre du courant mod dans l'Angleterre du milieu des années 1960. This story is set on a rock! (« Cette histoire se passe sur un rocher ! ») annonce le compositeur et guitariste Pete Townshend lors d'un concert, indiquant que l'opéra dépeint Jimmy en train de revoir les événements de la veille et de l'avant-veille qui l'ont mené à la situation morose dans laquelle il se retrouve à la fin de l'histoire. Le récit est difficile à déterminer à partir des seules paroles, mais devient plus clair grâce à une courte histoire, écrite également par Townshend et présente dans le livret de l'album, qui est racontée du point de vue de Jimmy à la première personne.
La première moitié de l'opéra se compose de chansons qui font allusion aux frustrations et au sentiment d'insécurité qui dominent la vie de Jimmy : sa vie familiale, son travail, son psychothérapeute, et ses tentatives infructueuses de se créer une vie sociale (The Real Me). Au milieu de l'opéra (I've Had Enough), il est chassé de chez lui lorsque ses parents trouvent sa boîte de blues — des pilules bleues de drogue, peut-être des amphétamines (Cut My Hair). Perdu et n'ayant rien de mieux à faire, il prend une grosse dose de blues et monte dans le train de 5:15 à destination de la côte. À Brighton, il rencontre un ancien Ace Face (leader des mods) qu'il admire beaucoup, mais qui est devenu groom (Bell Boy) dans un hôtel proche… hôtel dont il avait brisé les carreaux deux ans plus tôt. Cette démonstration de courage lui avait valu l'admiration de nombreux mods à l'époque. Jimmy est dégoûté d'apprendre que la personne qu'il avait admirée s'est « vendue ».
Jimmy est alors inconsolable. Tous, de ses parents à sa petite amie, l'avaient déçu, mais il ne s'attendait pas à ce que le style de vie mod le laisse tomber. Ivre et désespéré, il vole un scooter et se rend sur un promontoire rocheux, où il s'effondre psychologiquement. N'ayant plus de raison de vivre, il trouve la rédemption dans la pluie tombante (Love, Reign o'er Me).

## Structure et concept
L'album est décomposé en quatre thèmes qui représentent quatre facettes de la personnalité du héros, le nom de Quadrophenia étant un mélange de schizophrenia (schizophrénie) et du préfixe latin quadro-, qui signifie quatre, mais fait aussi allusion à la quadriphonie (quadriphonic) qui apparaît à l'époque. Chacune des personnalités de Jimmy est associée à un membre du groupe :
- John Entwistle : A romantic, is it me for a moment? (Un romantique, est-ce moi un moment ?)
- Keith Moon : A bloody lunatic, I'll even carry your bags (Un foutu lunatique, je porterais même vos bagages)
- Roger Daltrey : A tough guy, a helpless dancer (Un gars coriace, un danseur impuissant)
- Pete Townshend : A beggar, an hypocrite, love, reign o'er me (Un mendiant, un hypocrite, amour, règne sur moi).

En plus de représenter un membre du groupe, les quatre descriptions font référence à quatre chansons-thèmes qui décrivent les personnalités de Jimmy dans l'opéra : Helpless Dancer, Bell Boy, Doctor Jimmy et Love, Reign o'er Me. Les quatre thèmes musicaux (ou leitmotivs comme les appelle Pete Townshend), sont mélangés ensemble dans la chanson-titre (reliant The Real Me et Cut My Hair), et dans l'avant-dernière piste, The Rock. Ces deux morceaux sont les pièces les plus complexes composées par Townshend pour les Who, combinant les quatre thèmes en un medley de six minutes. Les deux titres n'ont pas de début apparent ni de fin, commençant par un fade-in de la piste précédente, commençant par le thème de Bell Boy (celui de Moon). Ceci est suivi des thèmes d'Is It Me? (thème d'Entwistle), Helpless Dancer (thème de Daltrey) et Love, Reign o'er Me (thème de Townshend). Quadrophenia disparaît dans des effets sonores de pluie après la fin du thème Love, Reign o'er Me. The Rock se termine cependant par une combinaison des quatre thèmes, avec la suite d'accords de Bell Boy, Helpless Dancer comme mélodie, Is It Me? joué en lead par les guitares et les synthétiseurs, et le piano de Love, Reign o'er Me comme contre-mélodie. La chanson s'arrête brusquement sur un temps fort, suivi par le son du tonnerre, avant d'enchaîner sur Love, Reign o'er Me.

## Caractéristiques musicales et artistiques
Cet album est souvent réputé pour être le plus complexe et technique des Who. Les chansons proposent de multiples variations rythmiques et mélodiques, des mesures parfois impaires, témoignant de la maturité et de l'expérience acquises par le groupe en matière de composition et d'enregistrement.
Les techniques de jeu de guitare sont diverses : on peut citer le finger-picking de I'm One, les accords brutaux et distordus de The Punk and the Godfather. Roger Daltrey a également gravé sur ce disque quelques-unes de ses meilleures parties de chant comme l'explosion lyrique de Love, Reign o'er Me. Keith Moon a fait à nouveau preuve de ses talents de batteur, imposant son style instable et excentrique, comme dans Bell Boy ou The Real Me. Mais la contribution la plus importante à l'album est sans doute celle de John Entwistle. Il a composé ce qui restera comme une ligne de basse anthologique dans The Real Me. Il s'est également énormément investi dans les arrangements, préparant notamment de nombreuses parties de cuivres (sur 5:15 ou Helpless Dancer, entre autres exemples).
Les synthétiseurs sont omniprésents dans ce disque, en particulier l'ARP 2500. On retrouve également une section à cordes dans les chansons The Dirty Jobs et Doctor Jimmy.
Il convient également de parler des quatre thèmes qui structurent l'ensemble. Ils sont conçus pour structurer l'ensemble de l'album, revenant plusieurs fois dans la narration. Celui de John Entwistle est nostalgique et émouvant ; celui de Daltrey menaçant et fielleux ; celui de Keith Moon grotesque et tragique ; celui de Townshend grandiose et lyrique. L'idée de Townshend était que les quatre thèmes distincts se rejoignent à la fin de l'album, pour signifier le début de la rédemption du héros, Jimmy. Ceci se produit dans la chanson The Rock, composition sans doute la plus complexe de l'album.
Du point de vue du packaging, l'album présente une couverture soignée, représentant un jeune mods sur son scooter. Son engin possède étrangement quatre rétroviseurs, chacun reflétant le visage d'un membre du groupe. Cette photographie a été prise par Graham Hughes. D'autre part, un livret de photos représentant différentes étapes de l'histoire a été fait par Ethan Russell.

### Quadropheniaen concert
La genèse de Quadrophenia fut difficile, et la tournée de promotion le fut tout autant. Cette dernière débuta le 28 octobre 1973. Elle fut émaillée d'incidents. Le groupe arrivait difficilement à jouer accompagné des bandes enregistrées qui soutenaient presque tous les morceaux de l'album. Pire encore, les bandes se désynchronisaient en permanence, réduisant à néant les efforts du groupe pour donner vie aux morceaux. D'autre part, le concept étant peu compréhensible, les membres du groupe devaient expliquer le scénario avant chaque morceau, ce qui mécontentait la foule. Au bout d'un seul concert, les Who arrêtèrent de jouer trois morceaux (The Dirty Jobs, Is It in My Head? et I've Had Enough) ; mais cette tendance ne fit qu'empirer, et l'opéra fut peu à peu réduit à la portion congrue. Cependant, l'incident le plus célèbre survint le 5 novembre 1973 à l'Odeon Cinema de Newcastle. Pete Townshend, fou de rage, détruisit les bandes enregistrées dans une crise de furie, après que les bandes se furent désynchronisées une fois de trop. La tournée anglaise se poursuivit tout de même, avec un spectacle simplifié.
Un autre incident célèbre prit place au Cow Palace de San Francisco, le 20 novembre 1973. Keith Moon s'écroula sur scène, après avoir pris une dose de somnifère pour chevaux (kétamine). Le groupe, effaré, joua quelques minutes sans batteur, mais lorsqu'il apparut que Moon ne pourrait jouer ce soir-là, ils durent rechercher un batteur de remplacement. Scot Halpin, jeune spectateur de dix-neuf ans, eut la chance de jouer avec le groupe qu'il était venu voir. Une fois Keith Moon remis, la tournée put reprendre. Cependant, les Who, particulièrement Townshend, étaient épuisés. Le guitariste réclama une année sabbatique, qu'il prit en 1974.
En 1996 et 1997, le groupe, à l'occasion de la remastérisation de l'album, entama une nouvelle tournée mondiale pour célébrer cet événement. La tournée débuta à Hyde Park, le 29 juin 1996. On trouva de nombreux invités célèbres lors de ces concerts, notamment David Gilmour et Billy Idol.

## Liste des titres
Tous les titres ont été écrits et composés par Pete Townshend.

### Disque 1
1. I Am the Sea – 2:08
2. The Real Me – 3:20
3. Quadrophenia – 6:15
4. Cut My Hair – 3:46
5. The Punk and the Godfather – 5:10
6. I'm One – 2:39
7. The Dirty Jobs – 4:30
8. Helpless Dancer – 2:32
9. Is It in My Head? – 3:46
10. I've Had Enough – 6:14

### Disque 2
1. 5:15 – 5:00
2. Sea and Sand – 5:01
3. Drowned – 5:28
4. Bell Boy – 4:56
5. Doctor Jimmy – 8:42
6. The Rock – 6:37
7. Love, Reign o'er Me – 5:48

## Musiciens
- Roger Daltrey - chant
- Pete Townshend - guitares, claviers, banjo, violoncelle, effets sonores, chant
- John Entwistle - basse, cor français, chant
- Keith Moon - batterie, percussions, chant

## Musiciens additionnels
- Jon Curle - lecteur de nouvelles sur Cut My Hair
- Chris Stainton - piano sur Dirty Jobs, 5:15 et Drowned

## Classements et certifications

### Album
Classements
| Pays                          | Durée du classement | Meilleur classement | Date             |
| ----------------------------- | ------------------- | ------------------- | ---------------- |
| Allemagne (GfK Entertainment) | 7 semaines          | 7e                  | 15 décembre 1973 |
| Autriche (Ö3 Austria Top 40)  | 12 semaines         | 8e                  | 15 mars 1974     |
| Canada (RPM)                  | 27 semaines         | 2e                  | 12 janvier 1974  |
| États-Unis (Billboard 200)    | 57 semaines         | 2e                  | 24 novembre 1973 |
| Italie (FIMI)                 | 18 semaines         | 12e                 | 25 février 1974  |
| Royaume-Uni (UK Albums Chart) | 13 semaines         | 2e                  | 11 novembre 1973 |

| Pays                          | Durée du classement | Meilleur classement | Date             |
| ----------------------------- | ------------------- | ------------------- | ---------------- |
| Royaume-Uni (UK Albums Chart) | 6 semaines          | 47e                 | 30 juin 1996     |
| Pays-Bas (MegaCharts)         | 1 semaine           | 87e                 | 19 novembre 2011 |
| Italie (FIMI)                 | 3 semaines          | 60e                 | 19 juin 2014     |
| Écosse (Scottish Album Chart) | 9 semaines          | 53e                 | 28 avril 2017    |

Certifications
| Pays        | Certification | Ventes      | Date              |
| ----------- | ------------- | ----------- | ----------------- |
| États-Unis  | Platine       | 1 000 000 + | 8 février 1993    |
| France      | Or            | 100 000 +   | 1979              |
| Royaume-Uni | Or            | 100 000 +   | 1er décembre 1973 |

### Singles
Classements
| Single              | Chart              | Durée du classement | Position | Date             |
| ------------------- | ------------------ | ------------------- | -------- | ---------------- |
| 5:15                | (UK Singles Chart) | 6 semaines          | 20e      | 14 octobre 1973  |
| 5:15                | (Single Top 100)   | 1 semaine           | 46e      | 3 décembre 1973  |
| 5:15                | (W) (Ultratop)     | 9 semaines          | 13e      | 2 février 1974   |
| 5:15                | (Single Top 100)   | 1 semaine           | 74e      | 26 novembre 1973 |
| Love, Reign o'er Me | (Hot 100)          | 7 semaines          | 45e      | 29 décembre 1973 |
| Love, Reign o'er Me | (RPM Top Singles)  | 6 semaines          | 31e      | 29 décembre 1973 |
| The Real Me         | (Hot 100)          | 3 semaines          | 92e      | 9 février 1974   |